# Naturwissenschaften
Naturwissenschaften (voorheen Die Naturwissenschaften) is een internationaal, aan collegiale toetsing onderworpen, wetenschappelijk tijdschrift op het gebied van de multidisciplinaire wetenschap.
Het wordt uitgegeven door Springer Science+Business Media namens de Max-Planck-Gesellschaft en verschijnt maandelijks.
Het tijdschrift is opgericht in 1913 door Arnold Berliner namens de toenmalige Kaiser Wilhelm-Gesellschaft zur Förderung der Wissenschaften, de voorloper van de Max-Planck-Gesellshaft, met als doel een Duitse tegenhanger te creëren voor het Engelstalige Nature. Vanwege zijn joodse achtergrond werd Berliner in 1935 gedwongen zich terug te trekken. In 1938 trad Paul Rosbaud, die voor de Engelse geheime dienst MI6 spioneerde, toe tot de redactie. In 1945 verscheen het tijdschrift niet, het eerste naoorlogse nummer verscheen in juli 1946.
Voor de oorlog was Die Naturwissenschaften een van de belangrijkste wetenschappelijke tijdschriften ter wereld. Erna zou het langzaam aan belang inboeten, ten gunste van Engelstalige tijdschriften als Nature en Science. Tegenwoordig publiceert het tijdschrift, waarvan de titel inmiddels van zijn lidwoord is beroofd, vooral Engelstalige artikelen.